# هری پاتر برای کینکت
هری پاتر برای کینکت (به انگلیسی: Harry Potter for Kinect) نام یک بازی ماجرایی بر اساس ۸ فیلم سینمایی هری پاتر است که به طور انحصاری برای کنسول ایکس‌باکس ۳۶۰ ساخته شده و کمپانی برادران وارنر آن را منتشر می‌کند.

## روند بازی
بازی کننده می‌تواند کنترل یکی از سه شخصیت هری پاتر، رون ویزلی یا هرمیون گرنجر را در عهده بگیرد یا این که با قابلیت اسکن کینکت، چهره خود را وارد بازی کند و همسفر هری پاتر و دوستانش در سفر به مدرسه هاگوارتز باشد.

روند بازی شامل سوارکاری با جارو، دوئل با چوب‌های جادوئی و حل پازل‌ها و معما‌ها است.